# Muerte de Adam Toledo
El 29 de marzo de 2021, Adam Toledo, un niño latinoamericano de 13 años de edad, fue fulminado por un tiro en el pecho por parte de un oficial del Departamento de Policía de Chicago Eric Stillman en el barrio de Little Village en el lado oeste de Chicago. Después del incidente, el Departamento de Policía del Chicago declaró que la muerte de Toledo había ocurrido después de una "confrontación armada" con policía; al día siguiente, el departamento publicó una declaración oficial que eliminó la palabra "armada".

## El video de cámara del cuerpo
El 15 de abril, el video de cámara del cuerpo de Stillman fue publicado, mostrando Toledo que cae una pistola momentos antes de volverse hacia Stillman y levantando las manos sin arma, inmediatamente antes de ser asesinado. El abogado para la familia de Toledo dijo el video revelado Toledo cumplió con las órdenes del Stillman. Un testigo también dijo que Adam estaba desarmado y obediente cuando fue asesinado. La publicación del video provocó protestas en Chicago y en todo Estados Unidos.

## Significado
Toledo era uno de las personas más jóvenes matadas por la policía en el estado de Illinois en muchos años. Algunos analistas han relacionado la muerte de Toledo con un patrón de violencia de policía desproporcionada contra hispanos, y ocurrido como los Estados Unidos estaba experimentando con varios otros casos de perfil alto de la policía que mata personas de color desarmadas.